# Branchinecta valchetana
Branchinecta valchetana är en kräftdjursart som beskrevs av Cohen 1981. Branchinecta valchetana ingår i släktet Branchinecta och familjen Branchinectidae. Inga underarter finns listade.